# Kościół św. Jana Chrzciciela w Bartoszycach
Kościół św. Jana Chrzciciela w Bartoszycach wzniesiony w XV wieku. Położony jest w północno-wschodniej części miasta na lewym brzegu Łyny. Reprezentuje styl gotycki. 
Dokładna data budowy świątyni nie jest znana, lecz pierwsza wzmianka o kościele pochodzi z 1484 roku. Zagadkowe jest jednak jego pochodzenie. Przyjmuje się, iż kościół zbudowano w miejscu przyzamkowej kaplicy, która prawdopodobnie znajdowała się w tym miejscu i o której źródła pisane mówią już w 1404. Została ona jednak zburzona wraz z zamkiem podczas buntu mieszczan bartoszyckich w 1454. Niektórzy jednak badacze, jak Hein, twierdzą, iż świątynię wybudowano wraz z pierwszą lokacją miasta w latach 1326–1332. 
Kościół w swojej budowie jest dość prosty: jednonawowy, zbudowany na planie prostokąta, a prezbiterium nie jest wydzielone. Od południa znajduje się kruchta a od południa zakrystia. Obiekt jest orientowany, co oznacza, że jego prezbiterium wraz z ołtarzem zwrócone jest w kierunku wschodnim. W XIX w. do fasady kościoła dobudowano wieżę.

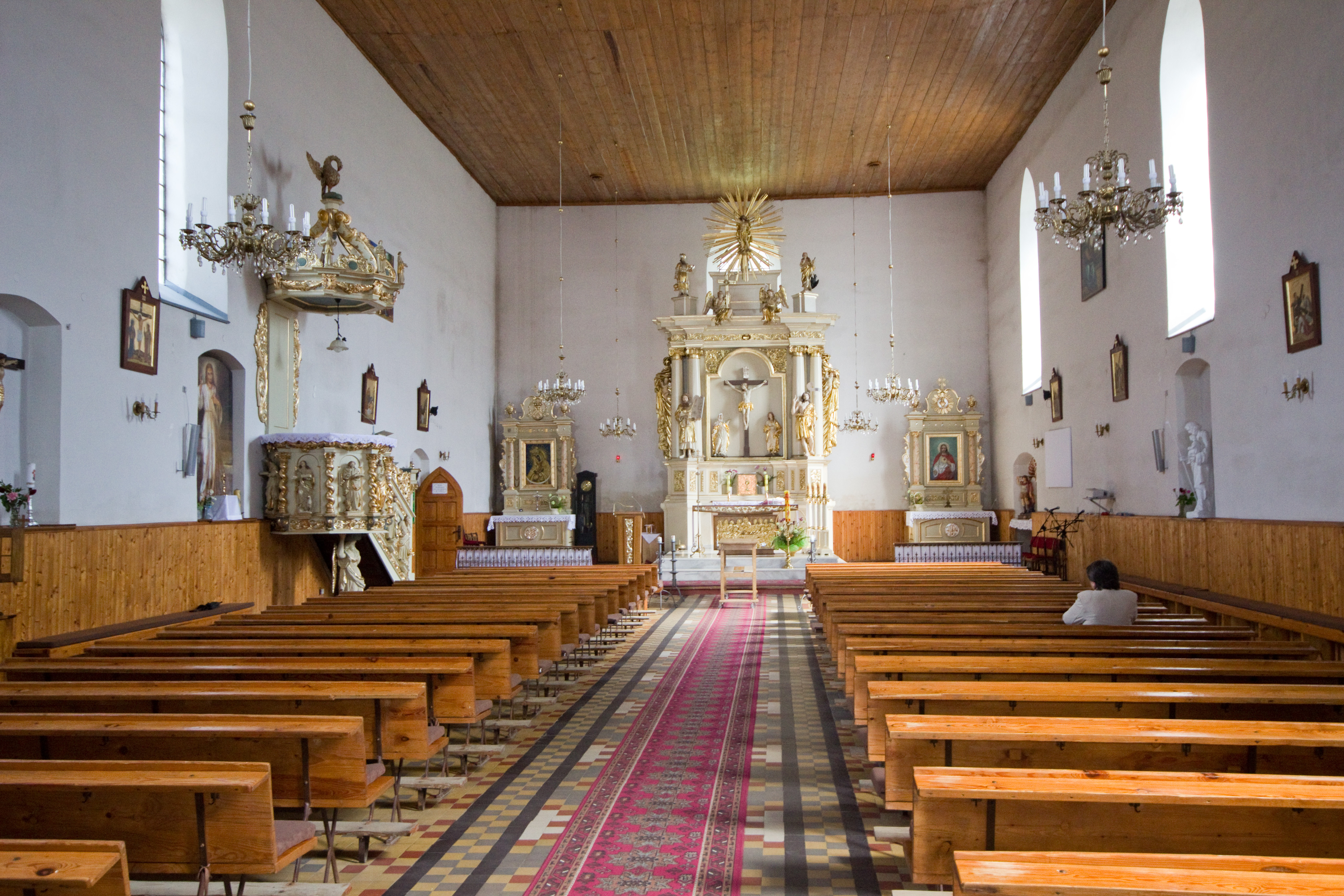
Wnętrze kościoła

Wnętrze kościoła oraz ołtarz zdobią elementy gotyckie i barokowe. Najstarszą częścią ołtarza głównego jest ceglana mensa gotycka. Rzeźby ołtarzowe, przedstawiające Pasję pochodzą z kręgu Krausa z 1720 roku, natomiast w 1860 i 1913 zostały gruntownie odnowione. Po obu ich stronach wznoszą się jonizujące kolumny na cokołach a między nimi figury Mojżesza i Jana Chrzciciela. Po bokach od figur znajduje się chleb i wino, powyżej dwa anioły z narzędziami męki, w nasadzie między czterema kolumnami postacie Jana Ewangelisty i Aarona, natomiast w zwieńczeniu ołtarza Chrystus Triumfator. 
Ambona kościoła pochodzi z 1706 i wspiera się na figurze anioła. Pomiędzy kręconymi kolumnami korynckimi zostały wyrzeźbione w niej postacie Chrystusa, ewangelików i proroków, ornament z owoców i kłosów a na drzwiach płaskorzeźbę Ecce homo. Bogato zdobiony baldachim zwieńczono rzeźbą pelikana karmiącego pisklęta. 
We wnętrzach kościoła przez kilkaset lat znajdował się jeden z bartoszyckich "Bartków"- Gustebalda - należących do grupy tzw. bab pruskich.
Kościół został wybudowany jako katolicka świątynia, lecz od okresu Reformacji służył jako jeden z dwóch ewangelickich świątyń w mieście. Ponownie zaadaptowano go jako świątynię katolicką w 1946 roku. Od 1974 działa jako kościół parafialny.